# Дети лихолетья (мемориал)
«Дети лихолетья» (бел. «Дзеці ліхалецця») — мемориальный комплекс в городе Дятлово Гродненской области Белоруссии. Посвящён детям Дятловского детского приюта, погибшим от голода и болезней во время оккупации Дятловского района немецко-фашистскими захватчиками. Расположен на городском кладбище.

## История
В 1988 году в городском посёлке Дятлово состоялась международная встреча воспитанников Дятловского детского приюта во время Великой Отечественной войны «Дети войны — против войны». Тогда же был открыт мемориальный комплекс «Дети лихолетья».
Воспитанниками Дятловского приюта в годы войны являлись дети из разных уголков Советского Союза. В приюте оказались и некоторые дети из международного пионерского лагеря в Новоельне, приехавшие на отдых перед самым началом войны. После того как в апреле 1943 года был расформирован Новоельнянский приют, их перевезли в Дятлово. Родители этих детей, будучи известными деятелями коммунистических партий и антифашистского подполья Италии, Германии, Чехословакии, Болгарии, Китая, Кореи и других стран, были вынуждены из-за своих убеждений переехать вместе со своими семьями в СССР.
По воспоминаниям выжившей воспитанницы Дятловского приюта итальянки Полетт Глюкозио, в приюте «начались эпидемии — корь, скарлатина, тиф. Дети сгорали как свечки... По два-три человека за ночь... Старшие досматривали их, как могли. Но не было ни лекарств, ни медицинской помощи».
Заведующей Дятловским приютом в 1943—1944 годах была учительница Валентина Григорьевна Кепп, которая, стараясь облегчить жизнь детей, вместе с другими педагогами собирала для воспитанников одежду и еду.

## Описание
Мемориальный комплекс включает в себя две стелы, которые образуют проход к могилам детей. На левой стеле размещены бронзовые фигурки детей, прижимающиеся к женщине. На правой — ряд надписей, центральная из которых гласит: «Здесь захоронены более 70 детей из Ленинграда, Прибалтики, Белоруссии, Смоленской, Орловской областей и дети международного пионерского лагеря при санатории „Новоельня“, погибших от голода и эпидемий, замученных фашистскими оккупантами в 1943—1944 гг.». Вверху закреплены строки:
Детству, войною сожженному, 
Жертвам фашистской чумы 
Память священная, 
память бессонная, 
Вечная память живых.
76 детских могил расположены в 4 ряда. На каждой гранитной плите изображена пятиконечная звезда с тремя языками пламени (символика пионерской организации). Большинство могил — безымянные; в связи с тем, что многие дети не знали своих фамилий, на надгробных плитах указаны имена и возраст только 14 детей:
| - Андреева Вера (7 лет) - Архипова Валя (3 года) - Беспалова Тамара (6 лет) - Бибиков Юра (4,5 года) - Бузинская Тамара (2,5 года) - Булдинская Тамара (5 лет) - Егоров Петя (8 лет) | - Ларин Коля (4 года) - Соколова Рая (9 лет) - Счасливцева Лена (7 лет) - Счасливцева Эмма (5 лет) - Чугаев Володя (5,5 лет) - Чуевская Зина (12 лет) - Чуевский Иван (10 лет) |  |

Здесь же находится могила заведующей Дятловским приютом В. Г. Кепп, которая умерла в 1945 году.
Мемориал «Дети лихолетья»